# Völgyesi Ferenc
Völgyesi Ferenc András ( Budapest, 1895. február 11. – 1967. július 3., Brüsszel-Uccle) magyar orvos, neurológus, hipnotizőr; számos (főleg hipnózissal foglalkozó) tanulmány és könyv írója. Virágzó magánpraxisa volt, hírnevet szerzett Magyarországon és külföldön egyaránt. Több tízezer alkalommal használta a hipnózist munkája során; szélesebb körű hírneve azonban az állatokkal végzett hipnózisnak köszönhető.:59–60
Ötven éves orvosi gyakorlata során írásait publikálták, majd újra kiadták. Huszonöt könyve jelent meg magyar, angol, francia, német, spanyol és orosz nyelven.

## Élete

### Származása
1895-ben született Völgyesi Ábrahám (Adolf) és Klein Hermina (Mária) gyermekeként, jómódú zsidó családban. Édesapja a budapesti Zöldvadász étterem és a Trieszti nők nevű kocsma tulajdonosa volt. Apja halála után az édesanyja vezette tovább ezeket, és bérházakba fektetett be. Eredetileg zsidó vallású volt, de 1938-ban ő és családja áttért az evangélikus hitre.

### Korai évek
Gimnazista korában találkozott először hipnotikus mutatvánnyal, majd ekkor, 17 évesen hipnotizált először, többek közt egy 18 éves lányt, aki három napig mélyalvásban is maradt.
1912–1914-ben a Budapesti Tudományegyetem Anatómiai Intézetének gyakornoka, majd tanársegédje volt. Sebészként dolgozott, majd neurológus oklevelet szerzett.
1917-ben szerezte meg orvosi diplomáját. Ebben az évben egyik alapítója volt az Orvosok Szakszervezetének, valamint az újpesti és rákospalotai Országos Mentőegyesületnek. Az első világháború során érzéstelenítő hiányában több száz műtétet hajtott végre hipnózis alatt.

### Fénykora
A Katonai Parancsnokságnál szolgált, majd áthelyezték a 72. tüzérzászlóaljhoz, az 1. hadosztályhoz, 1918-1919-ben a Magyar Vörös Hadsereg fő rohammentőse volt, majd orvos-főhadnagy lett.
1920-ban adta ki a Hipnózis: A hipnózis helye és alkalmazása a modern gyógyászatban című könyvét, majd 1938-ban Ember- és állathypnosis című művét.
A két világháború közötti időszakban a Szt. János Kórház Neurológiai és Ortopédiai Klinikán dolgozott. Az igazságügyi orvosszakértői bizonyítvány megszerzése után 1927-ben igazságügyi szakértőként is tevékenykedett.
1939-ben feleségével bejárta Észak-Amerikát és Európát, előadást tartott a Yale Egyetemen. Többek között Clark L. Hull, William Brown, Julian Huxley és Carl Gustav Jung is fogadta.:68–69
A budapesti Zichy Jenő utca 1. szám alatti lakásában lévő orvosi rendelője a második világháború utolsó napjaiban is működött, Ara Jeretzian vezetésével mintegy 400 zsidó életét mentette meg.
Szolgálata során számos kitüntetésben részesült, majd Magyarország 1945-ös szovjet megszállása után a Tanácsköztársaságért Emlékéremmel is kitüntették.

### Kommunista korszak
1949-ben a Magyar Kommunista Párt lapjában bírálták állítólagos tudománytalan módszerei miatt, és egy időre kizárták az Orvosok Szakszervezetéből is.:74
1950-ben a Péterfy Kórházban kezdett dolgozni, ideggyógyász főorvos volt, miközben magánrendelőjén továbbra is fogadta a betegeket.
A Magyar Titkosszolgálat legkésőbb 1957-ben ("Sarlatán" kódnéven) megkezdte megfigyelését, és ezt legalább 1963 májusáig folytatta.
1962-től, "Viktor" kódnéven ő maga is beleegyezett, hogy ügynökként vagy informátorként részt vegyen a magyar titkosszolgálat munkájában. Felkérték vagy felajánlották neki, hogy kémkedjen olyan emberek után, akikhez családi, szakmai és társadalmi kötelékek fűzik, például vejei után (egyikük a brüsszeli Európai Közös Piac Kabinetének nyelvi tolmácsa volt); páciensei (köztük a budapesti osztrák nagykövetség első titkára), Bruce Gelb „amerikai milliomos” és John Michael Montias közgazdász és művészettörténész után. Völgyesi elsődleges motivációja az volt, hogy engedélyt szerezzen magának és feleségének a külföldre utazáshoz, mivel korábban mindhárom gyermekük emigrált Magyarországról.:71–74
1963 tavaszán az Amerika Hangja közölt egy jelentést, miszerint Völgyesi az ÁVH vezetőjének parancsára hipnotizálta Mindszenty József bíborost, az ellene folyó eljárás során. Úgy tűnik, ez a jelentés eredményezte, hogy Völgyesitől és feleségétől megtagadták a beutazási vízumot Kanadába. Késett az Egyesült Államokba szóló vízumuk kiadása is, ami lehetetlenné tette, hogy ott meglátogassák a lányukat és annak újszülött babáját.
1967 nyarán, külföldi útjáról hazatérőben, Brüsszelben halt meg.

## Főbb művei
- A hipnózis helye és alkalmazása a modern gyógyászatban; Garai Ny., Bp., 1920
- Csoda vagy természeti törvény? Az okkultizmus, kondicionalizmus és hipnózis-pszichológia jelentősége a kultúra fejlődésében; Jókai Ny., Bp., 1924 (Lélek és természettudomány)
- Hipnózis-gyógymód a szervi és lelki betegségeknél; Hippokrates, Bp., 1928 (Lélek és természettudomány)
- Lelki-gyógymód a szervi és kedély betegségeknél; Hippokrates, Bp., 1929 k.(Lélek és természettudomány)
- Mesmer és a "gyógydelejezés"; Novák Rudolf és Tsa. Ny., Bp., 1933 (Lélek és természettudomány)
- Üzenet az ideges embereknek!; 2. jav., bőv. kiad.; Novák, Bp., 1936 (Lélek és természettudomány)
- Ember- és állat-hypnosis. Tekintettel az agy phylo- és ontogenesisére; Novák, Bp., 1938 (Lélek és természettudomány)
- Minden a lélek. A démonológiától a gyógyhipnózisig. Orvosok és orvostanhallgatók részére; 4. bőv. kiad.; Dante, Bp., 1943 (Lélek és természettudomány)
- Férfi lélek – női lélek. A yang-yin elv a természetben. Orvosok és orvostanhallgatók számára, 1-2.; Vörösváry, Bp., 1943 (Lélek és természettudomány)
- Testi táplálék – lelki táplálék; Magyar Vegetárius Egyesület, Bp., 1947 (Természetes élet könyvtára)
- "A megoperált lélek". Lélek és homlokagy. Orvosoknak és orvostanhallgatóknak; Athenaeum, Bp., 1948 (Lélek és természettudomány)
- Völgyesi Ferenc–Buga László: Az egészségért mindenki felelős; Egészségügyi Minisztérium–Medicina, Bp., 1957 (Betegek iskolája)
- Az orvosi hipnózis. I. P. Pavlov és a hipnózis. A pszichés befolyásolhatóság technikája; Medicina, Bp., 1962
- Emberek, állatok hipnózisa; német nyelvű kéziratból ford. Kenesei István; Medicina, Bp., 1973